# Crisia parvinternodata
Crisia parvinternodata is een mosdiertjessoort uit de familie van de Crisiidae. De wetenschappelijke naam van de soort is voor het eerst geldig gepubliceerd in 1983 door Moyano.